# IC 4640
IC 4640 — галактика типу SBcd () у сузір'ї Райський Птах.
Цей об'єкт міститься в оригінальній редакції індексного каталогу.